# Paris
En la mitología griega, Paris (en griego antiguo: Πάρις), también llamado Alejandro (en griego antiguo: Αλέξανδρος, Aléxandros, «El protector del varón»), fue un príncipe troyano, hijo del rey Príamo y de su esposa Hécuba y hermano de Héctor. Paris fue conocido como «el de la hermosa figura». Dares Frigio lo describe como «blanco, esbelto, fuerte, de ojos hermosísimos, de cabello suave y rubio, de rostro agraciado, de voz dulce, rápido y deseoso de mando».

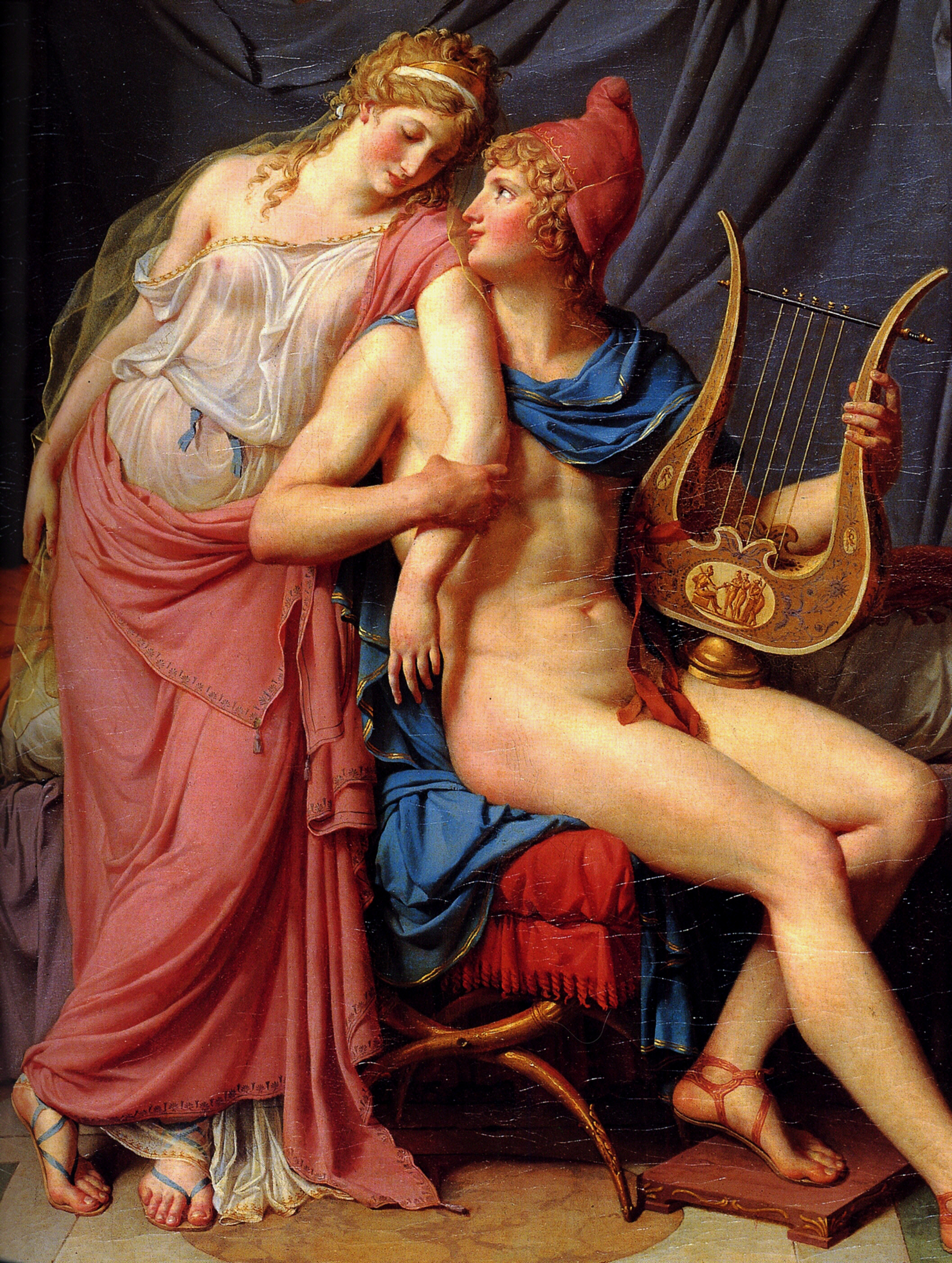
Detalle de Los amores de Paris y Helena (L'amour d'Hélène et Paris, 1788), de Jacques-Louis David.

## Nacimiento y juventud
Hécuba, reina de Troya, tuvo un sueño durante su embarazo: soñó que daría a luz a una roca incendiada que destruiría la ciudad. Ésaco, hermanastro del futuro príncipe, poseía el don de interpretar los sueños y aconsejó que, a su nacimiento, abandonaran al recién parido. Fue así como Príamo, el rey y padre de la criatura, ordenó a su criado Agelao que abandonara al pequeño en el monte Ida. Agelao, en último momento, se apiadó del recién parido y decidió criarlo como si fuera su hijo.
El pequeño creció con el nombre de Paris, y se hizo un joven guapo y fuerte que dominaba el arte de la música. Su primera historia de amor la vivió con la ninfa Enone, hija del dios-río Cebrén. Ella, que poseía el don de la profecía y la medicina, predijo que sería ella la única que podría salvarlo de una herida de muerte.

## El juicio de Paris

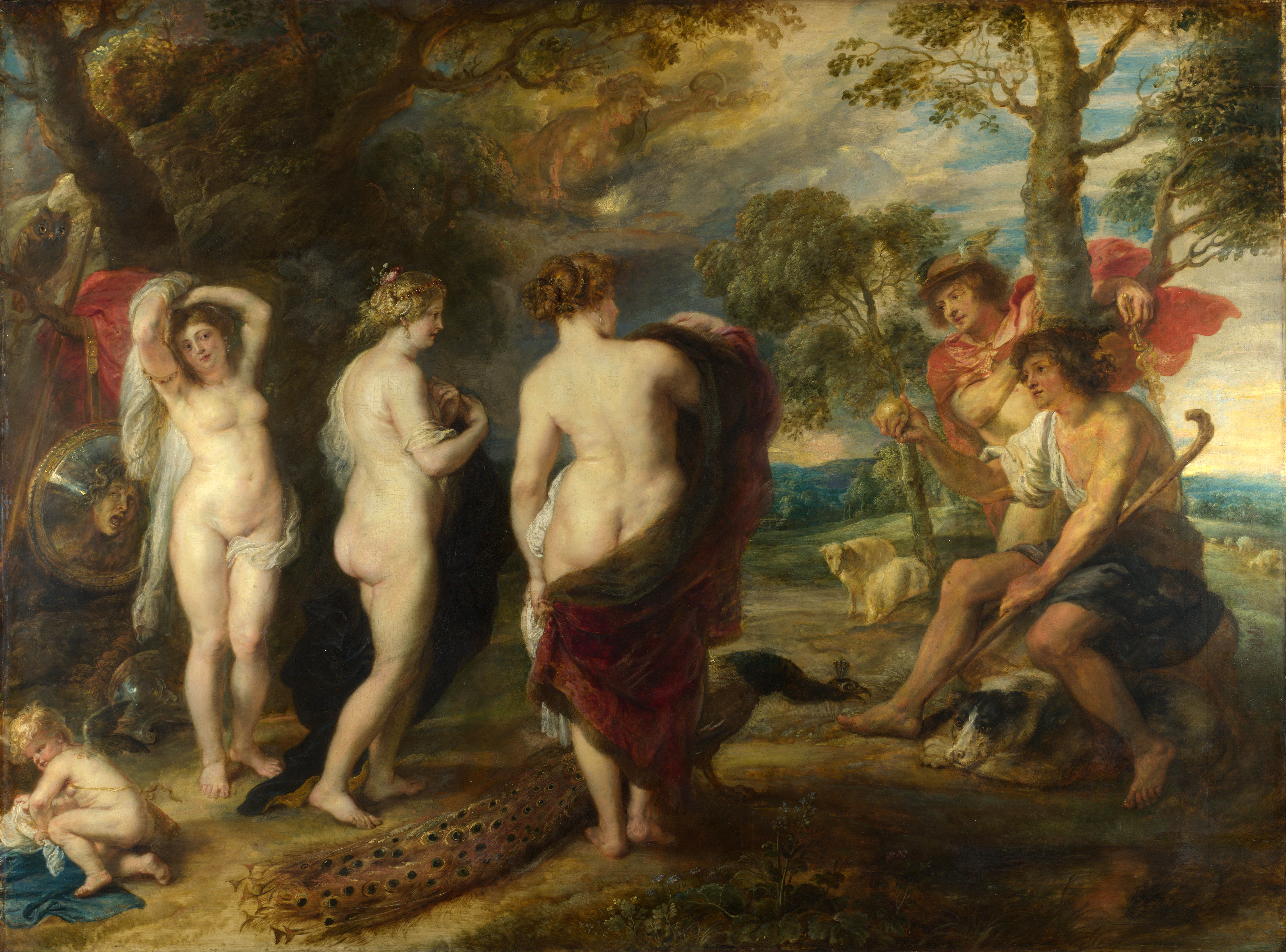
Rubens: El juicio de Paris (Le jugement de Pâris, ca. 1636).

En el Olimpo, Eris, la Diosa de la Discordia, prometió dar la manzana de oro que lanzó en las bodas de Tetis y Peleo a la diosa más hermosa. Fue así como ninguna deidad se atrevió a elegir entre Hera, Atenea o Afrodita. Con tal de acabar con el problema, Zeus decidió que la respuesta la diera Paris.
El dios mensajero Hermes presentó las tres diosas a Paris y le propuso el dilema. Cada una le prometió algo si resultaba ser la elegida: Hera le prometió ser soberano del mundo, Atenea ser invencible en la guerra y Afrodita le prometió entregarle a Helena, la mujer más bella del mundo. Finalmente, el joven eligió a Afrodita, que además se convirtió en su protectora, y las otras dos deidades juraron venganza. Lo que él no sabía era que esa decisión terminaría desencadenando la guerra de Troya.

## Juegos fúnebres en honor de Paris
Príamo, rey de Troya y padre biológico de Paris, celebraba cada año unos juegos en honor a su hijo, que creía muerto. En una ocasión, los servidores del rey se llevaron a su toro favorito para emplearlo como premio en los susodichos juegos. Paris, que fue uno de los jugadores, ganó y se hizo con el toro, haciendo nacer en sus hermanos la indignación al creer que habían sido derrotados por un simple pastor. Dispuestos a matarlo, fueron detenidos por Casandra, quien gracias a sus poderes adivinatorios reconoció que el simple pastor era el hijo del rey Príamo.

## El rapto de Helena

Francesco Primaticcio: El rapto de Helena (Il rapimento di Elena, 1530-1539).

Paris fue acogido en la corte real de Troya y tuvo la oportunidad de embarcarse hacia Grecia, donde su tía Hesíone vivía después de que Telamón la hubiera secuestrado tiempo atrás. El príncipe Paris se ofreció para acaudillar la expedición y decidió dirigir a Cástor y Pólux, que vivían en Lacedemonia. Su padre dio el visto bueno, a pesar de que Héleno ya había revelado que, si el viaje se llevaba a cabo, Troya pagaría las consecuencias.
Después de estar en casa de Cástor y Pólux, Paris llegó a Esparta, donde reinaba Menelao y su esposa Helena, la mujer más preciosa del mundo que le había prometido antaño Afrodita. El príncipe troyano no tardó en enamorarla con la ayuda de la diosa y, aprovechando que Menelao estaba en Creta celebrando los funerales de su abuelo, Paris y Helena se fugaron a Troya. Algunas versiones dicen que la joven fue raptada y no se marchó por su propia voluntad y otras dicen que lo que se fugó con Paris fue una imagen fantasmagórica de ella, cumpliéndose así la venganza de Hera por no haber sido escogida como la diosa más bella.
En su viaje se llevaron un gran número de riquezas, pero no a la hija de 9 años de Helena: Hermíone. En su viaje, una tempestad provocada por la diosa Hera hizo que el barco fuera a parar a Sidón, ciudad que los troyanos saquearon. A su llegada a Troya, los ciudadanos no aceptaron a Helena, pues lo consideraban una ofensa hacia el rey Menelao, y quisieron devolverla. A pesar de ello, la decisión de la familia real troyana fue que Helena podía quedarse en Troya junto a Paris. La ninfa Enone, primer amor de Paris, y su padre, Cebrén, se marcharon despechados de la ciudad.

## La guerra de Troya
Cuando Menelao descubrió lo sucedido, reunió una gran flota para conquistar Troya. Así inició la guerra, una guerra en la cual Paris demostró ser un buen arquero. En la llanura, el príncipe retó a Menelao: quien ganara se quedaría con Helena. Paris resultó herido, y habría muerto de no haberlo llevado Afrodita a las murallas. Algunas versiones apuntan a que fue él quien mató a Aquiles, disparándole una flecha al talón con el arco. Otra versión dice que lo mató con la espada del dios Apolo, y otra dice que fue la propia deidad quien disparó la flecha que acabó en el talón de Aquiles.

### Muerte
Con el arco de Heracles, Filoctetes disparó una flecha mortal a Paris. Algunas versiones apuntan a que el príncipe murió en el campo de batalla, otras a que pudo huir herido y envió un emisario a la morada de su primer amor, Enone, la única que podía salvarlo. Según esta versión, la ninfa se negó a curarlo en un primer momento, pero arrepentida salió en su búsqueda sin llegar a tiempo: Paris había muerto. Fue entonces cuando Enone se suicidó arrojándose sobre la pira en la que era incinerado su amor.

## Descendencia y amoríos
Paris había tenido un hijo llamado Córito con Enone, y ésta, celosa de Helena, lo envió para que guiara hasta Troya a los griegos vengadores. Helena le dio a Paris cuatro hijos: Bunico, Córito, Ágano e Ideo. Pero poco después se enteran, por los que habían bajado desde la ciudadela, de que los hijos de Alejandro, los habidos de Helena, habían muerto por derrumbamiento de una techumbre; y éstos eran Búnomo, Corito e Ideo. Helena también tuvo una hija de Alejandro; él le quería poner Alejandra a la niña pero Helena quería llamarla con su nombre. Al final la niña se llamó Helena pero Hécuba la mató cuando cayó Troya. Paris también tuvo un amorío con un muchacho, Anteo, mencionado en un poema nombrado Alejandra de Licofrón, pero extrañamente no se le menciona en ningún sitio más.

## Paris en el arte

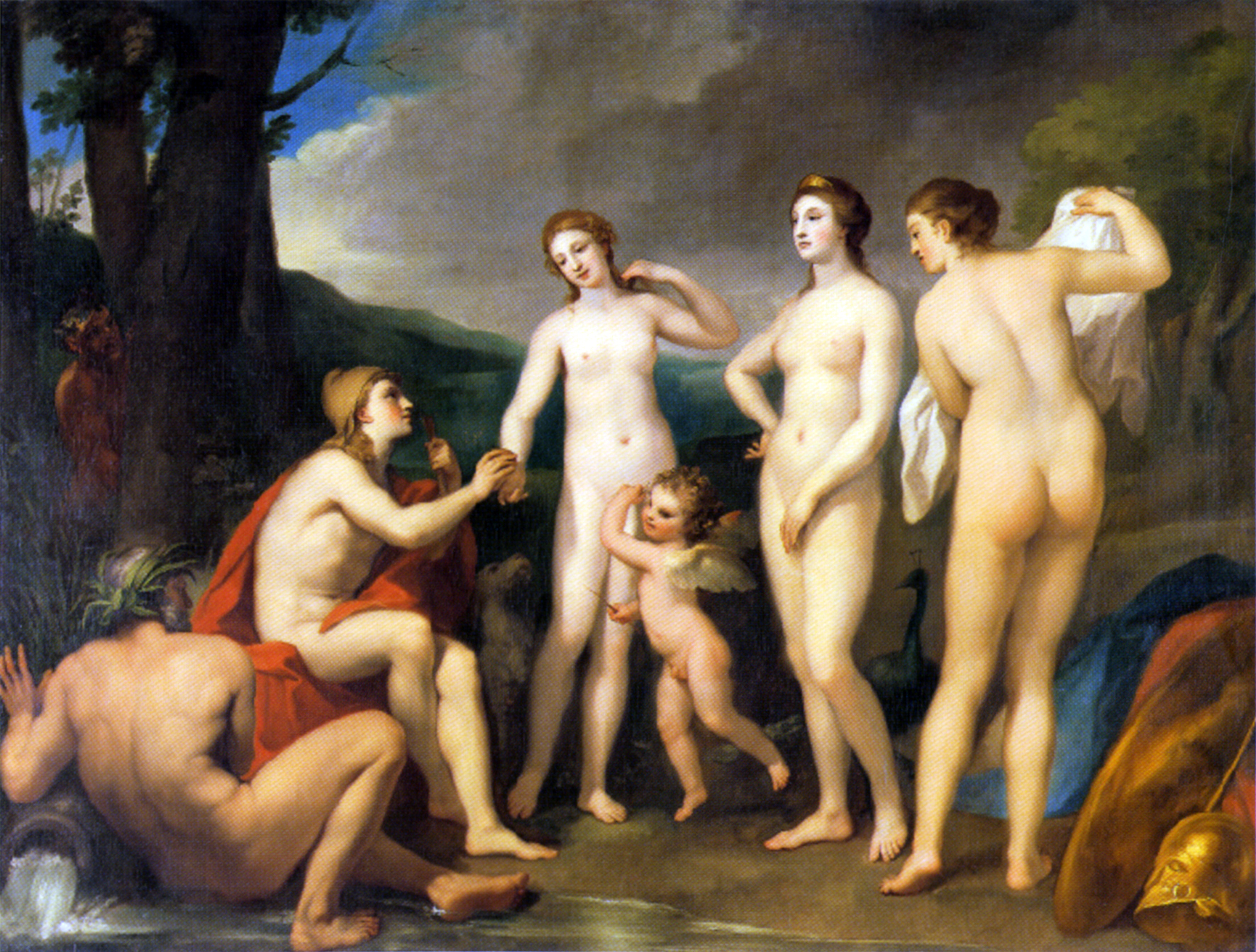
Anton Raphael Mengs: El juicio de Paris (Urteil des Paris, ca. 1757).

El Juicio de Paris es un célebre motivo del arte a lo largo de su historia. La escena del joven príncipe presentando la manzana de oro a las diosas Hera, Atenea y Afrodita para elegir a la más bella se ha repetido en innumerables ocasiones, en especial a partir del Renacimiento. El primer ejemplo lo tenemos en un mosaico de Antioquía del siglo II. Autores como Cranach, Giordano, Rubens, Agostino Carracci, Watteau o Boucher han representado dicha escena mitológica.
Paris también aparecía en la literatura ya en la antigua Grecia. Inspiró una tragedia de Sófocles y otra de Eurípides, ambas tituladas Alejandro y actualmente desaparecidas. Paris es personaje en la obra de Ovidio y en la Divina Comedia de Dante en el segundo círculo del infierno, siendo sacudido eternamente por un fiero viento, junto a Helena y otros que habían sucumbido al pecado de la lujuria.
El mito de Paris ha sido tratado en el siglo XX, como en la ópera Rey Príamo (1962) de Michael Tippett o en la novela Spielball der Götter (Juego de dioses) de Rudolf Hagelstange. La canción La herida de Paris, de Luis Alberto Spinetta, está inspirada en el flechazo que causa la muerte de Aquiles.
En la película Troya, el personaje de Paris fue interpretado por Orlando Bloom.

## Iconografía
Se suele representar a Paris como un hombre joven y guapo, vestido con un gorro frigio porque Paris es considerado como de origen frigio. Pausanias dice que el pintor Polignoto lo representa sin barba, dando palmas para llamar a Pentesilea, que hace caso omiso de sus llamadas.

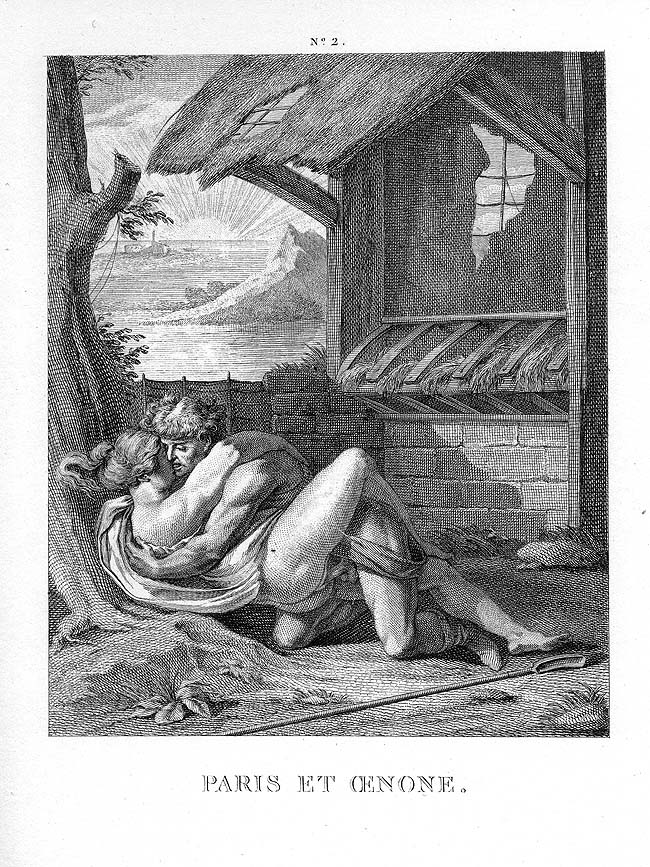
Grabado de Agostino Carracci: Paris y Enone (Paride ed Enone).
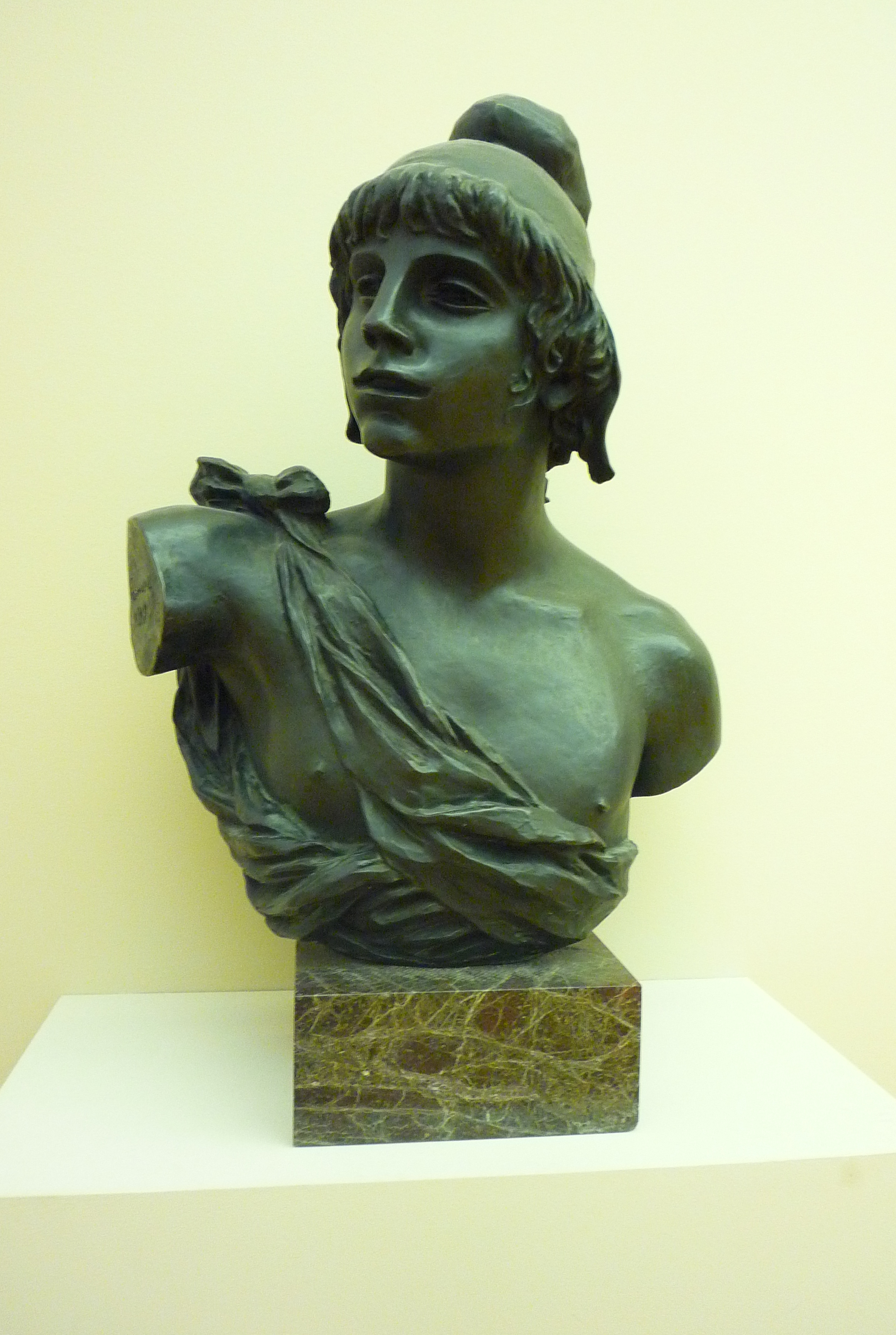
El pastor Paris, de Auguste Renoir, Museo de Grenoble.